# Piacenza Football Club 1960-1961
Questa voce raccoglie le informazioni riguardanti il Piacenza Football Club nelle competizioni ufficiali della stagione 1960-1961.

## Stagione
Nella stagione 1960-1961 il Piacenza disputa il girone A del campionato di Serie C, un torneo a 18 squadre che prevede una promozione e due retrocessioni, la squadra piacentina con 29 punti in classifica si piazza al penultimo posto retrocedendo in Serie D con l'Entella di Chiavari ultima con 28 punti. Sale in Serie B il Modena che vince il campionato con 44 punti.
In casa biancorossa il nuovo presidente Giovanni Gallinari affronta la stagione nuova con poche risorse a disposizione, per fare cassa cede al Brescia il gioiello Albino Cella, mentre ritorna al Torino il centrocampista Piero Cucchi. Arrivano i difensori Giuseppe Barucco dal Brescia, poi a dicembre Vittorio Taddia dalla Spal, mentre dall'Atalanta arriva il centravanti Giovanni Trapletti. La squadra impoverita disputa un campionato deludente, spuntata in attacco e vulnerabile in difesa, nemmeno la cura di tre allenatori che si sono alternati alla sua guida, riescono a risollevarne le sorti e a raggiungere l'obiettivo minimo di mantenere la categoria, nonostante i tre squilli nel finale del torneo con tre vittorie di fila. Il Piacenza scende così mestamente in Serie D.

## Rosa
| N. |                   | Ruolo | Calciatore         |
| -- | ----------------- | ----- | ------------------ |
|    | Italia (bandiera) | P     | Decimo Benedetti   |
|    | Italia (bandiera) | P     | Renato Gandolfi    |
|    | Italia (bandiera) | P     | Giuseppe Spalazzi  |
|    | Italia (bandiera) | D     | Giuseppe Barucco   |
|    | Italia (bandiera) | D     | Ernesto Cesena     |
|    | Italia (bandiera) | D     | Giancarlo Civardi  |
|    | Italia (bandiera) | D     | Mario Gabbiani     |
|    | Italia (bandiera) | D     | Federico Gasparini |
|    | Italia (bandiera) | D     | Vittorio Taddia    |
|    | Italia (bandiera) | C     | Roberto Andreini   |
|    | Italia (bandiera) | C     | Piero Casali       |

| N. |                   | Ruolo | Calciatore           |
| -- | ----------------- | ----- | -------------------- |
|    | Italia (bandiera) | C     | Andreino Gaboardi    |
|    | Italia (bandiera) | C     | Alberto Galandini    |
|    | Italia (bandiera) | C     | Pierangelo Maccarini |
|    | Italia (bandiera) | C     | Arnaldo Manfredi     |
|    | Italia (bandiera) | C     | Graziano Mazzanti    |
|    | Italia (bandiera) | A     | Giovanni Bosoni      |
|    | Italia (bandiera) | A     | Rino Di Fraia        |
|    | Italia (bandiera) | A     | Vincenzo Franchi     |
|    | Italia (bandiera) | A     | Alessandro Lombardi  |
|    | Italia (bandiera) | A     | Bruno Pontoglio      |
|    | Italia (bandiera) | A     | Giovanni Trapletti   |

## Risultati

### Girone di andata
| Arbitro: | Pastechi (Pisa) |

|                            |           |                          |
| Tamburini 16’ Campioli 52’ | Marcatori | 34’ Casali 73’ Galandini |

| Arbitro: | Lombardini (Firenze) |

|               |           |              |
| Bettolini 61’ | Marcatori | 4’ Maccarini |

| Arbitro: | Magrini (Venezia) |

|                                     |           |  |
| Bosoni 57’, 68’ Di Fraia 81’ (rig.) | Marcatori |  |

| Arbitro: | Trezza (Verona) |

|                         |           |               |
| Vaccari 48’ Poluzzi 55’ | Marcatori | 75’ Trapletti |

| Arbitro: | Sanguineti (Chiavari) |

|  |           |            |
|  | Marcatori | 47’ Bosoni |

| Arbitro: | Orlando (Bergamo) |

|                     |           |                            |
| Di Fraia 46’ (rig.) | Marcatori | 26’, 32’ Bianco 68’ Parodi |

| Arbitro: | Tarabori (Lucca) |

|                   |           |  |
| Galandini 9’, 68’ | Marcatori |  |

| Arbitro: | Sarti (Cesena) |

|                                                 |           |               |
| Endrigo 17’ Oderda 44’ Tardivo 84’ Colondri 90’ | Marcatori | 47’ Trapletti |

| Piacenza 27 novembre 1960 9ª giornata | Piacenza         | 0 – 0 | Fanfulla | Barriera Genova\| Arbitro: \| Soravia (Ancona) \| |
| Arbitro:                              | Soravia (Ancona) |       |          |                                                   |

| Arbitro: | Laureti (Rimini) |

|               |           |  |
| Trapletti 73’ | Marcatori |  |

| Arbitro: | Prandstraller (Mestre) |

|              |           |  |
| De Rossi 59’ | Marcatori |  |

| Arbitro: | Rimoldi (Milano) |

|                             |           |               |
| Cesena 54’ (aut.) Tassi 77’ | Marcatori | 87’ Trapletti |

| Arbitro: | Gardelli (Forlì) |

|                          |           |                                                              |
| Bosoni 17’ Galandini 75’ | Marcatori | 11’ Vetrano 28’, 53’ Turconi 31’, 33’ Rimoldi 51’ Meggiorini |

| Piacenza 1º Gennaio 1961 14ª giornata | Piacenza               | 0 – 0 | Varese | Barriera Genova\| Arbitro: \| Gandiolo (Alessandria) \| |
| Arbitro:                              | Gandiolo (Alessandria) |       |        |                                                         |

| Arbitro: | Soravia (Ancona) |

|                                                |           |  |
| Pistacchi 42’ Panza 49’ Mangiarotti 60’ (rig.) | Marcatori |  |

| Arbitro: | Sanguineti (Chiavari) |

|                                                                            |           |               |
| Benin 25’ Donadoni 31’, 75’ Bertolini 58’ Gianesello 60’ (rig.) Milani 83’ | Marcatori | 61’ Trapletti |

| Arbitro: | Marchiori (Padova) |

|                                 |           |  |
| Magheri 44’ (rig.) Piccioni 89’ | Marcatori |  |

### Girone di ritorno
| Piacenza 5 febbraio 1961 18ª giornata | Piacenza             | 0 – 0 | Spezia | Barriera Genova\| Arbitro: \| De Angelis (Pescara) \| |
| Arbitro:                              | De Angelis (Pescara) |       |        |                                                       |

| Arbitro: | Cadel (Mestre) |

|                          |           |  |
| Bosoni 28’ Trapletti 90’ | Marcatori |  |

| Arbitro: | Facchini (Milano) |

|              |           |  |
| Bozzetti 16’ | Marcatori |  |

| Arbitro: | Frullini (Firenze) |

|  |           |             |
|  | Marcatori | 36’ Poluzzi |

| Arbitro: | Donato (Civitavecchia) |

|                                 |           |         |
| Marcato 31’ (aut.) Di Fraia 90’ | Marcatori | 2’ Moro |

| Arbitro: | Pignatta (Torino) |

|                       |           |              |
| Mariani 30’ Negri 50’ | Marcatori | 68’ Di Fraia |

| Arbitro: | Olivati (Genova) |

|                  |           |               |
| Bellemo 11’, 67’ | Marcatori | 52’ Maccarini |

| Arbitro: | Virgili (Roma) |

|                           |           |  |
| Maccarini 63’ Franchi 75’ | Marcatori |  |

| Arbitro: | Gonella (Torino) |

|            |           |  |
| Broggi 59’ | Marcatori |  |

| Arbitro: | Saetti (Padova) |

|                                      |           |                           |
| Novi 20’ (rig.) 69’, 85’ Pesante 42’ | Marcatori | 30’ Trapletti 71’ Civardi |

| Piacenza 16 aprile 1961 28ª giornata | Piacenza          | 0 – 0 | Entella | Barriera Genova\| Arbitro: \| Magrini (Venezia) \| |
| Arbitro:                             | Magrini (Venezia) |       |         |                                                    |

| Arbitro: | Gioggi (Roma) |

|                                        |           |                    |
| Bosoni 12’ Maccarini 57’ Trapletti 69’ | Marcatori | 81’ (rig.) Moretti |

| Arbitro: | Lombardini (Firenze) |

|             |           |  |
| Vetrano 40’ | Marcatori |  |

| Arbitro: | Giunti (Arezzo) |

|                                       |           |  |
| Boniardi 18’ Ossola 53’ Valsecchi 79’ | Marcatori |  |

| Arbitro: | Bernardis (Trieste) |

|              |           |  |
| Trapletti 8’ | Marcatori |  |

| Arbitro: | Baldassarre (Udine) |

|               |           |  |
| Trapletti 38’ | Marcatori |  |

| Arbitro: | Virgili (Roma) |

|                                       |           |             |
| Bosoni 12’ Galandini 55’ Mazzanti 64’ | Marcatori | 74’ Magheri |